# Kepler-70 b
Kepler-70 b è un pianeta orbitante attorno alla stella Kepler-70.

## Caratteristiche fisiche
È uno dei più piccoli scoperti finora, con una massa più piccola della metà di quella terrestre, ed è anche molto caldo, con una temperatura media stimata di ben 6830 °C. Questo ne fa il pianeta più caldo tra quelli noti; per confronto la temperatura superficiale del sole è di 5777 °C.. Il periodo orbitale del pianeta è di appena 5,76 ore, il suo raggio di 0,75 raggi terrestri mentre la massa è 4,45 volte quella terrestre.

## Evoluzione
Il pianeta sarebbe il nucleo roccioso di un gigante gassoso i cui strati esterni, volatili, evaporarono nel periodo in cui la stella madre attraversò la fase di gigante rossa. Si tratterebbe quindi di un esempio di pianeta ctonio.